# Pfarrkirche Kirchau

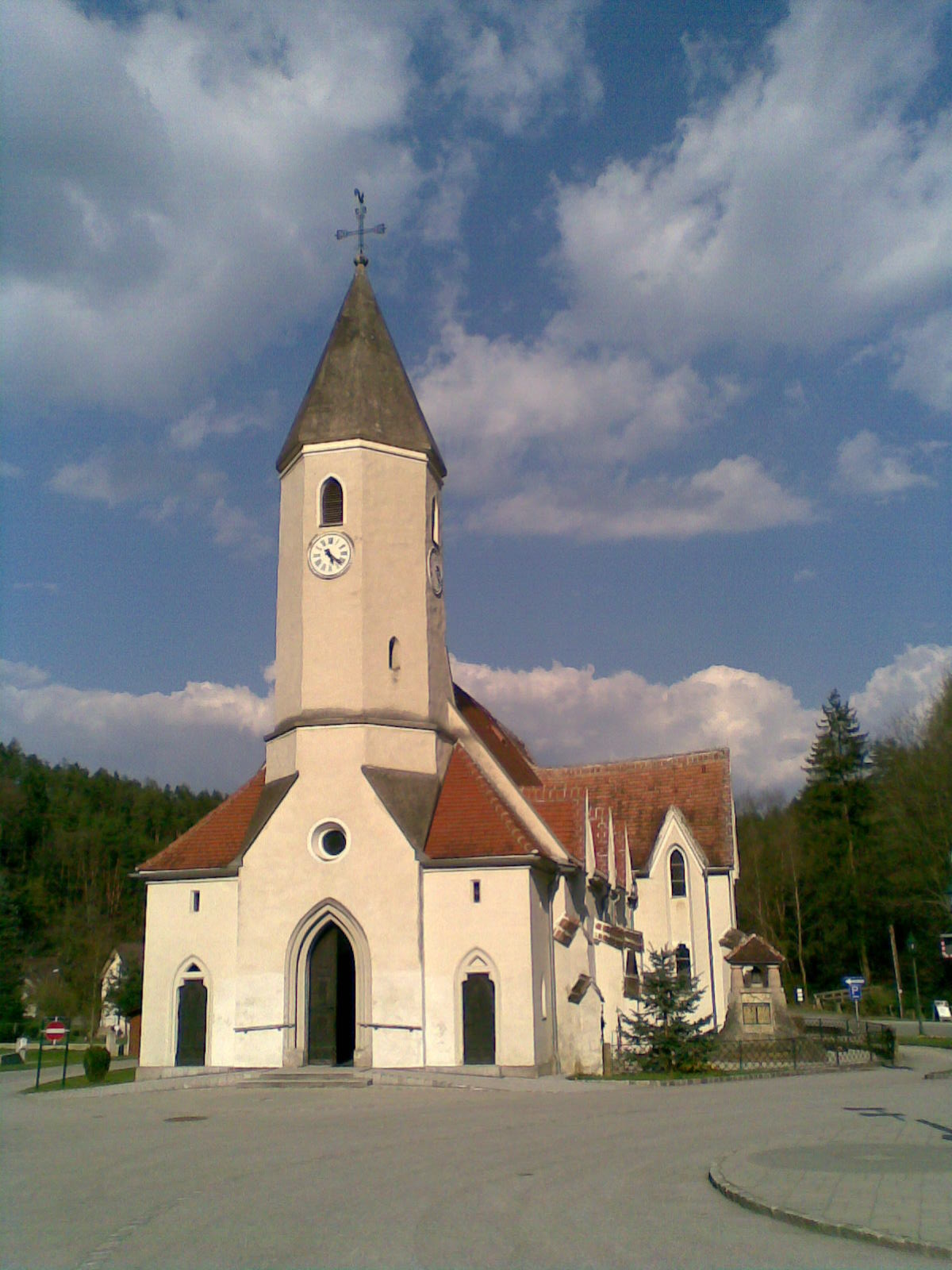
Katholische Pfarrkirche hl. Margareta in Kirchau

Die Pfarrkirche Kirchau steht in der Ortsmitte von Kirchau in der Marktgemeinde Warth im Bezirk Neunkirchen in Niederösterreich. Die auf die heilige Margareta von Antiochia geweihte römisch-katholischen Pfarrkirche gehört zum Dekanat Kirchberg im Vikariat Unter dem Wienerwald der Erzdiözese Wien. Die Kirche steht unter Denkmalschutz (Listeneintrag).

## Geschichte
1194 wurde die Pfarre gegründet. Die Kirche wurde im 14. Jahrhundert erbaut. Neugotische Veränderungen entstanden 1854 mit der Erhöhung des Langhauses und dem Zubau eines Querhauses. 1952 war eine Restaurierung.

## Architektur
Der gedrungene im Kern mittelalterliche Saalbau mit einem Langhaus und einem eingezogenen Chor hat einen vorgestellten Westturm.
Das Langhaus unter einem Satteldach hat hohe querhausähnliche Anbauten unter Satteldächern und Lanzettfenster mit Zwerchdächern. Die Westfront hat ein abgetrepptes Spitzbogenportal im Turm und beidseits niedrigere Seitenportale in Vorhallen aus 1854. Der eingezogene Chor mit einem Fünfachtelschluss und Strebepfeilern hat in den Chorwinkeln Anbauten. Der Turm hat kleine Spitzbogenöffnungen im Glockengeschoß und trägt ein steinernes Pyramidendach.
Das Kircheninnere zeigt einen schlichten Saalraum überwölbt mit einer gebusten Spitztonne mit gratigen Kappen und einen Chor überwölbt mit sternförmigen Kappen aus 1854. Die hölzerne Orgelempore in der Breite des Langhauses steht auf polygonalen Holzstützen. Seitlich des Chores sind querhausartige zweigeschoßige Anbauten, im Erdgeschoß mit Flachdecke, im Obergeschoß unter einer Spitztonne mit Emporenfenstern mit hölzerner Brüstung aus 1854.

## Ausstattung
Der Hochaltar ist ein neogotischer Retabelaltar mit einem geschnitzten Auszug, er zeigt das Altarblatt hl. Margareta und trägt seitlich die Statuen Johannes Nepomuk und Antonius von Padua aus 1883 und im Auszug die barocke Figurengruppe Dreifaltigkeit aus dem 17. Jahrhundert.
Die Orgel baute Anton Škrabl 1997.